# Amphipholis torelli
Amphipholis torelli är en ormstjärneart som beskrevs av Ljungman 1872. Amphipholis torelli ingår i släktet Amphipholis och familjen trådormstjärnor. Inga underarter finns listade i Catalogue of Life.